# Кнутово (Курганская область)
Кнутово — деревня в Щучанском районе Курганской области. Входит в состав Николаевского сельсовета.

## История
До 1917 года входила в состав Николаевской волости Шадринского уезда Пермской губернии. По данным на 1926 год состояла из 153 хозяйств. В административном отношении являлась центром Кнутовского сельсовета Песчанского района Шадринского округа Уральской области.

## Население
| 1989 | 2002 | 2010 |
| ---- | ---- | ---- |
| 91   | ↘84  | ↘57  |

По данным переписи 1926 года на выселке проживало 759 человек (354 мужчины и 405 женщин), в том числе: русские составляли 99 % населения.